# Angle Alliance
The Angle Alliance là một nhóm đô vật được thành lập bởi Kurt Angle tại Total Nonstop Action Wrestling.

## Các thành viên
- Kurt Angle (Sáng lập)
- A.J. Styles
- Tomko
- Karen Angle
- Jeremy Borash
- Team 3D
- Robert Roode

Tên thường gọi: The Angle Alliance

## Quá trình hình thành
Sau khi A.J. Styles và Tomko giúp Kurt Angle giữ TNA World Heavyweight Championship. Hai thành viên này lần lượt gia nhập nhóm, và cùng sáng tạo nên nhóm đô vật này.
Sau đó, tại Final Resolution, A.J. Styles quyết định gia nhập the Angle Alliance,sau khi anh giúp Angle giành lại đai TNA World Heavyweight Championship. Sau khi thua Christian Cage,Samoa Joe, và Kevin Nash tại Destination X, Tomko làm đội trưởng trong trận đấu Lethal Lockdown sắp tới. Đội anh mời A.J. và Team 3D, và Team 3D gia nhập nhóm đô vật này. Trong một trận đấu tại TNA Impact, Team 3D và AJ Styles và Tomko đã thắng và Sting trở lại

## Danh hiệu đã đạt
- Total Nonstop Action Wrestling
- TNA World Heavyweight Championship - Kurt Angle (1 lần, đang giữ)
- TNA World Tag Team Championship - A.J. Styles & Tomko(1 lần, đang giữ)

## Một số nguồn
- Chris Sokol (ngày 14 tháng 3 năm 2008). "Impact: Lethal Lockdown begins to take shape". SLAM! Wrestling. Bản gốc lưu trữ ngày 15 tháng 7 năm 2012. Truy cập ngày 15 tháng 3 năm 2008.